# Эффект Лазаря
Эффект Лазаря — обнаружение в геологической летописи или в современности представителей исчезнувшего (ненаблюдаемого) таксона, который считался вымершим к этому времени. Другими словами — наличие кажущихся разрывов в палеонтологической истории таксона. Объясняется недостаточной изученностью современной биоты, геологической летописи или неполнотой последней. Назван по имени Лазаря — евангельского персонажа, которого, согласно Библии, Иисус Христос воскресил из мёртвых.

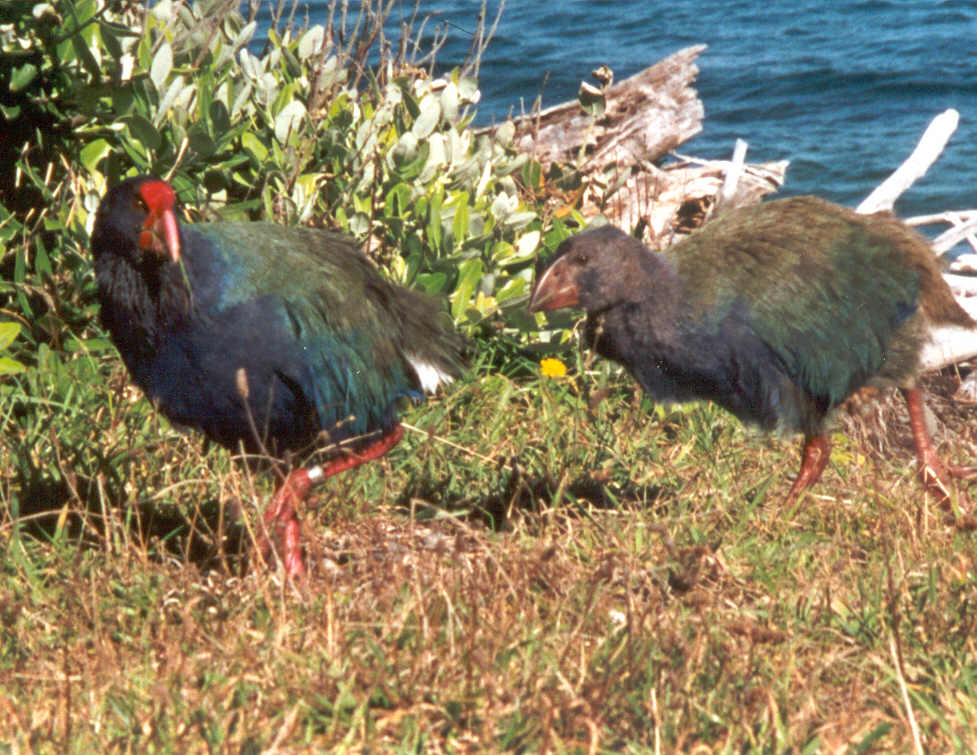
Такахе — пример «таксона Лазаря»

## Теоретические объяснения
Эффект Лазаря характерен для мелких организмов, живущих в труднодоступных местах. Наиболее известен по виду такахе.

## Таксоны, демонстрирующие эффект Лазаря

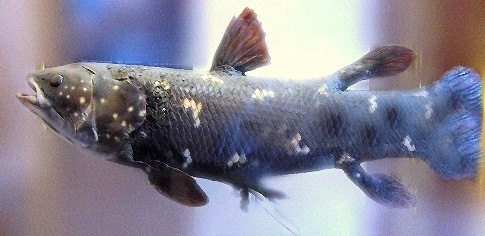
Целакант Latimeria chalumnae

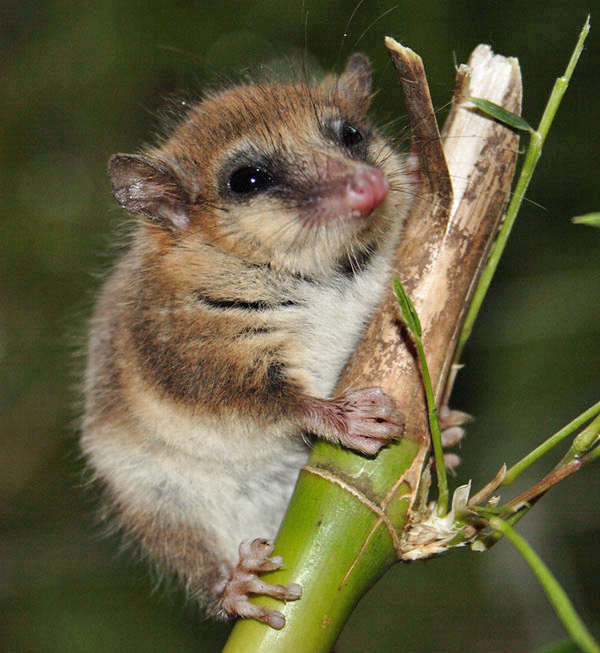
Чилоэский опоссум

- Чакский пекари (Catagonus wagneri) был известен только в ископаемом состоянии с 1930 до 1975 года, когда нашли живых представителей[1].
- Гигантский палочник (Dryococelus australis), крупное насекомое, обитавшее на острове Лорд-Хау, считалось вымершим к 1918 году в результате инвазивной деятельности завезенных человеком чёрных крыс. Живые представители вида обнаружены в 2001 году на вулканическом островке Болс-Пирамид. По состоянию на апрель 2012 года Мельбурнский зоопарк сообщил, что разводит более 9000 особей насекомого[2]. После уничтожения чёрных крыс на Лорд-Хау популяцию насекомых планируется реиндуцировать в изначальный ареал.
- Подкласс Actinistia, который, как полагали, вымер 65 миллионов лет назад; живые представители (латимерия) найдены в 1938 году[3].
- Лаосская скальная крыса (Laonastes aenigmamus), член семейства (Diatomyidae), предположительно вымерший 11 миллионов лет назад; найден в 1996 году.
- Балеарская жаба-повитуха (Alytes muletensis) из семейства Alytidae, описана по ископаемым остаткам в 1977 году, обнаружена живой в 1979 году.

## Частичный список видов по МСОП
Эти виды перемещены из вымерших в угрожаемые

### Растения
- Afrothismia pachyantha
- Antirhea tomentosa
- Asplundia clementinae
- Badula platyphylla
- Achyranthes mutica
- Bulbophyllum filiforme
- Bulbostylis neglecta

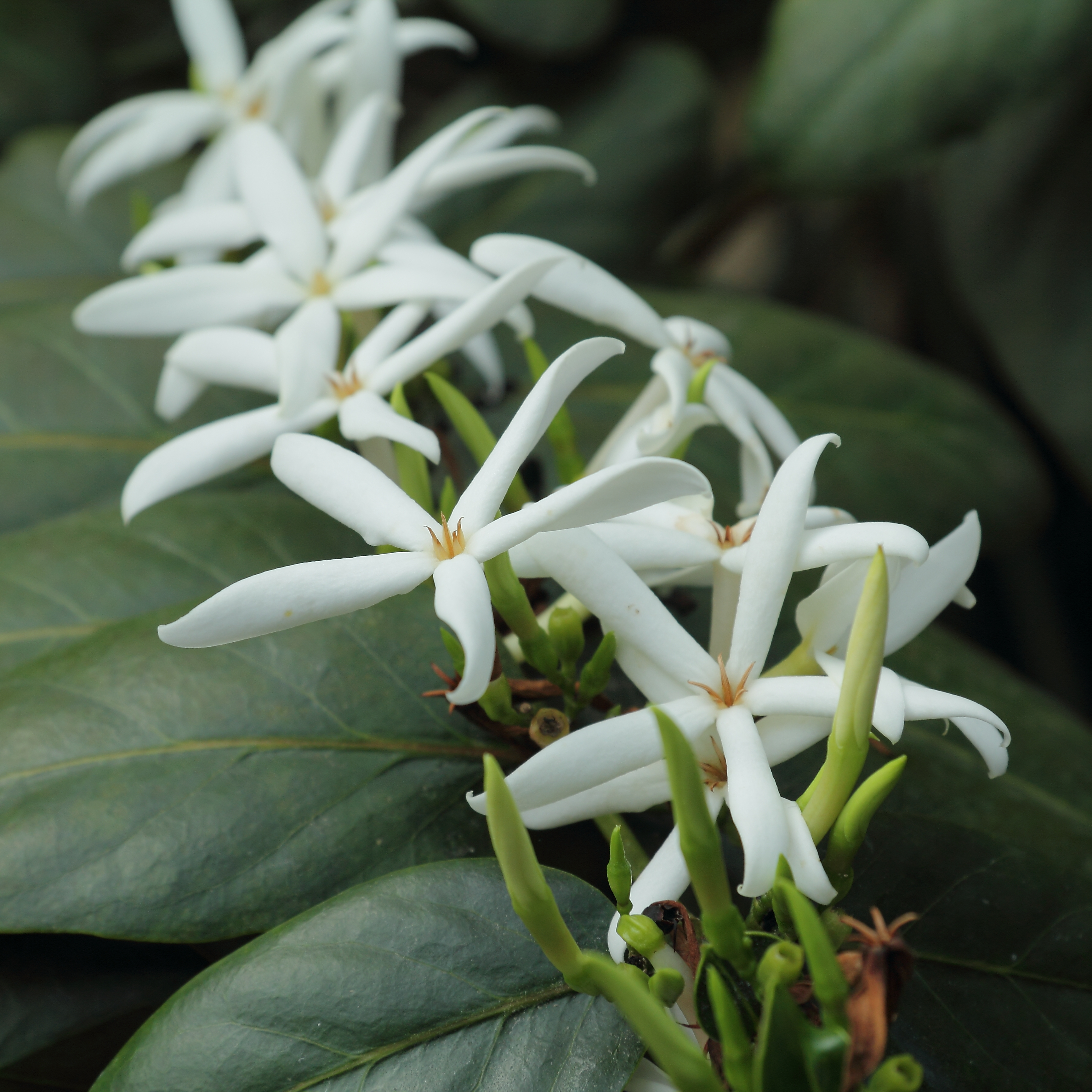
Ramosmania rodriguesii

- Ramosmania rodriguesii — считалась вымершей в 1950-х, но вновь найдена в 1980 году.
- Camellia piquetiana,
- Alsinidendron viscosum
- Cyanea dunbariae
- Cyanea procera
- Eugenia bojeri
- Arctostaphylos hookeri
- Pedicularis furbishiae
- Medusagyne oppositifolia
- Mammillaria schwarzii
- Medemia argun
- Eriogonom truncatum
- Pittosporum tanianum
- Lachanodes arborea
- Abies nebrodensis
- Takhtajania perrieri
- Turbinicarpus gielsdorfianus
- Betula uber